# Roman Romanczuk
Roman Mykołajowycz Romanczuk, ukr. Роман Миколайович Романчук (ur. 19 sierpnia 1986 roku w Kowelu, w obwodzie wołyńskim) – ukraiński piłkarz, grający na pozycji pomocnika.

## Kariera piłkarska

### Kariera klubowa
W 2006 rozpoczął karierę piłkarską w klubie Roś Biała Cerkiew. Na początku 2008 przeszedł do łotewskiego FK Vindava. Latem 2009 rozegrał 9 meczów w składzie Nywy Tarnopol. Podczas przerwy zimowej sezonu 2009/10 wyjechał do Litwy, gdzie został piłkarzem Žalgirisu Wilno. W 2011 bronił barw uzbeckiego FK Buxoro. W lipcu 2012 zasilił skład Stali Ałczewsk.